# Cristian Schmidt
Cristian Schmidt (nascido em 13 de agosto de 1982) é um judoca argentino. Nesta modalidade, ele disputou a prova de até 100 kg dos Jogos Olímpicos de Verão de 2012.
Resultados notáveis em provas individuais na carreira de Cristian incluem as medalhas de bronze, conquistadas nos Jogos Sul-americanos de 2010 e nos Jogos Pan-americanos de 2011.